# Sowerbyella reguisii
Sowerbyella reguisii är en svampart som först beskrevs av Lucien Quélet, och fick sitt nu gällande namn av J. Moravec 1985. Sowerbyella reguisii ingår i släktet Sowerbyella och familjen Pyronemataceae.   Inga underarter finns listade i Catalogue of Life.